# Test de condensation de Cauchy

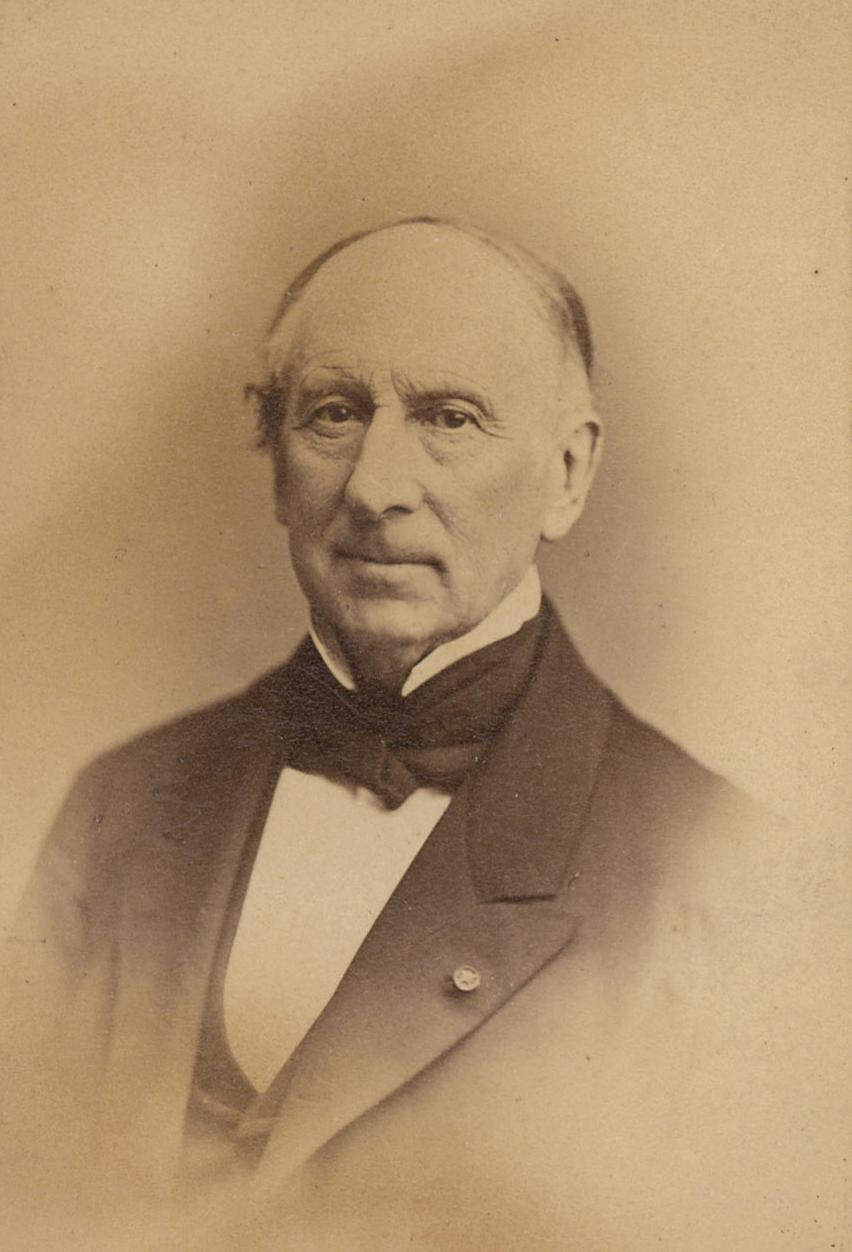
Portrait d'Augustin Louis Cauchy

En analyse mathématique, le test de condensation de Cauchy, démontré par Augustin Louis Cauchy, est un critère de convergence pour les séries : pour toute suite réelle positive décroissante (an), on a
et plus précisément

## Exemples d'applications
Pour tout réel positif α,
- la série de Riemann{\displaystyle \sum _{n\geq 1}{\frac {1}{n^{\alpha }}}}a même comportement que sa « série condensée »{\displaystyle \sum _{k\geq 0}2^{k}{\frac {1}{(2^{k})^{\alpha }}}=\sum _{k\geq 0}(2^{1-\alpha })^{k}.}Cette dernière est une série géométrique, qui converge si et seulement si α > 1.
Pour α = 1, c'est la preuve par Oresme de la divergence de la série harmonique ;
- la série de Bertrand{\displaystyle \sum _{n\geq 2}{1 \over n\,(\ln n)^{\alpha }}}converge si et seulement si sa « condensée »{\displaystyle \sum _{k\geq 1}{2^{k} \over 2^{k}\,(\ln(2^{k}))^{\alpha }}=\sum _{k\geq 1}{1 \over (k\ln 2)^{\alpha }}}converge, c'est-à-dire (d'après l'étude de la série de Riemann) si α > 1 ;
- il en est de même pour la série{\displaystyle \sum _{n\geq 3}{1 \over n\,\ln n\,(\ln \ln n)^{\alpha }},}etc[3].

## Généralisation
On peut remplacer les puissances de 2 par celles de n'importe quel entier strictement supérieur à 1. Plus généralement, Jan Cornelis Kluyver (de) a montré en 1909 que pour toute suite réelle positive décroissante (an), les séries
sont simultanément convergentes ou divergentes, pour toutes suites d'entiers positifs (nk) et (Nk) telles que (nk) soit strictement croissante et ((nk+1 – nk)/Nk) et (Nk+1/Nk) soient bornées. (Schlömilch avait établi le cas particulier nk = k2, Nk = k.)